# Bracteaat

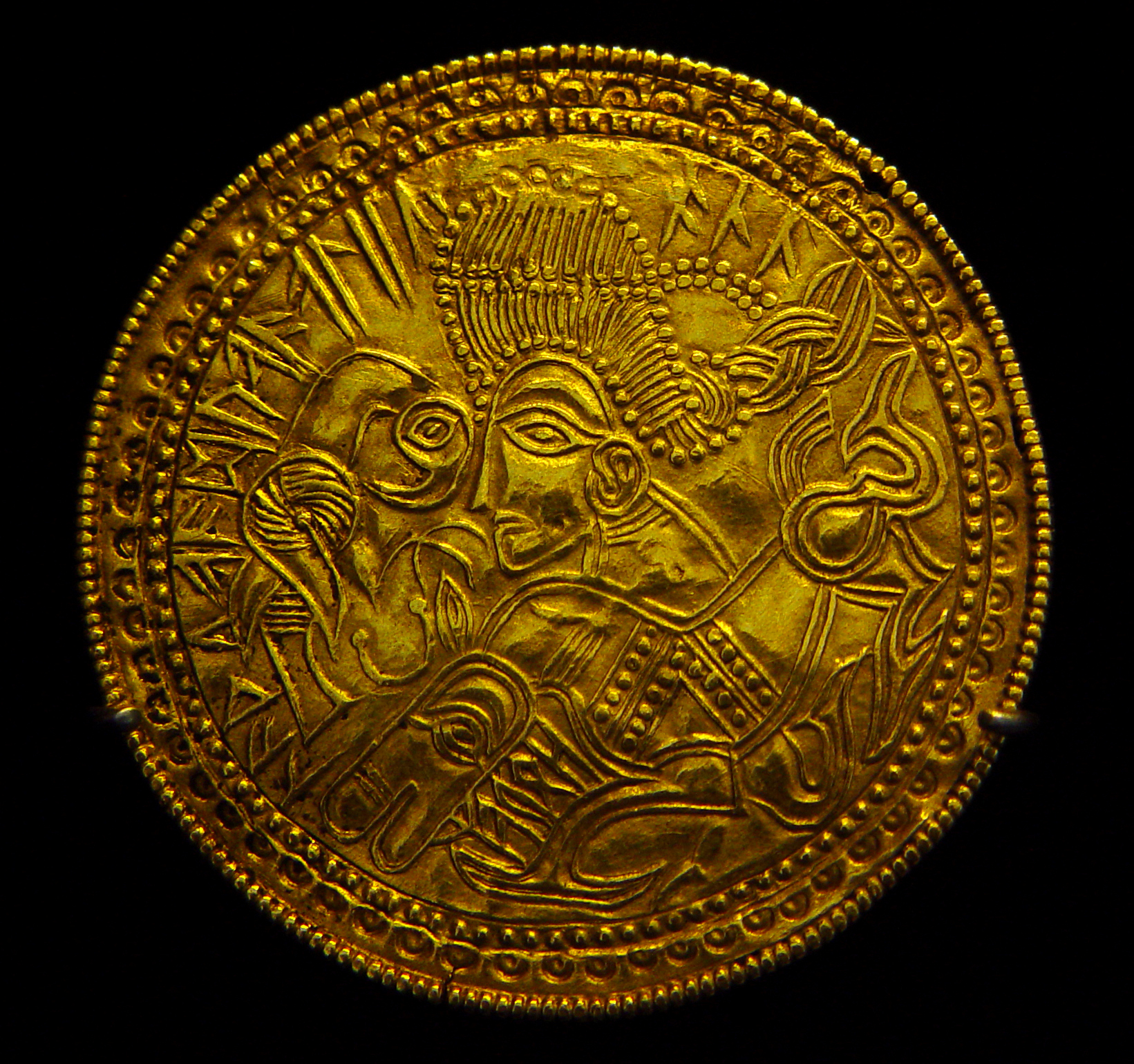
Een bracteaat gevonden in Funen, Denemarken.

Een bracteaat (van het Latijnse bractea, dun stukje metaal) duidt gewoonlijk op een bepaald type juweel, die voornamelijk werden gemaakt in de 5e tot 7e eeuw na Christus.
Met kralen omrand en voorzien van een lus, waren de meeste bedoeld om hangend om de nek gedragen te worden, vermoedelijk als amulet. Het goud voor de bracteaten kwam van munten die als vredesgeld werden betaald door het Romeinse Rijk aan de noordelijke Germanen. Ze werden vooral gemaakt in het noorden van Europa ten tijde van de grote volksverhuizing. Bracteaten als munten zijn ook bekend uit de koninkrijken rond de Golf van Bengalen, zoals Harikela en Mon. De term wordt ook gebruikt voor dunne schijfjes, vooral van goud, die op kleding werden genaaid. Ook wordt de term gebruikt voor latere zilveren munten die in Midden-Europa werden geproduceerd tijdens de vroege middeleeuwen. 